# Carole Hackney
Carole Hackney (ur. 10 maja 1955 w Preston, zm. 17 lutego 2015 w Keele) – brytyjska neurobiolog i audiolog, profesor  na Uniwersytecie Keele.

## Życiorys
W młodości, wraz z matką, Mavis (nauczycielką), wielokrotnie zmieniała miejsce pobytu (bazy wojskowe), z uwagi na pracę ojca, Malcolma Walkera, oficera RAF. W 1969 rodzina osiadła w Kendal (Kumbria). Z uwagi na niestabilny tryb życia od wczesnych lat przyzwyczajona była do obcowania z dziećmi różnych środowisk i narodowości. Rozpoczęła studia na Uniwersytecie w Manchesterze, gdzie zdobyła tytuł licencjata z wyróżnieniem 1. klasy w dziedzinie genetyki i biologii komórki. Z tej drugiej dziedziny doktoryzowała się, a potem została wykładowcą i profesorem na Uniwersytecie Keele.
W Keele została szefem Departamentu Komunikacji i Neurobiologii. Niedługo potem została dyrektorką szkoły wyższej, gdy wydziały nauk biologicznych i komunikacji oraz neurologii połączyły się, tworząc nową Szkołę Nauk Przyrodniczych (School of Life Sciences). Pomimo przeszkód administracyjnych, jej kariera badawcza nadal się rozwijała – publikowała artykuły naukowe i rozdziały w książkach, niektóre z Dave'em Furnessem. W tym czasie odwiedzała różne państwa podczas konferencji naukowych i badawczych, np. Czechosłowację, Norwegię i Japonię. W chwilach wolnych obserwowała ptaki, a także poddawała leczeniu i rehabilitacji ranne ptaki drapieżne (sowy płomykówki, myszołowy i pustułki).
Po rozwodzie z mężem przeniosła się na Uniwersytet Wisconsin w Madison, aby skupić się na badaniach prowadzonych w Stanach Zjednoczonych. Po pewnym czasie wzrastające w niej obawy dotyczące rodziny skłoniły ją do powrotu do Wielkiej Brytanii, gdzie ponownie przez krótki czas pracowała na Uniwersytecie Keele. Potem pojawiła się możliwość przeniesienia się na Uniwersytet Cambridge, gdzie pracowała na Wydziale Anatomii jako wykładowca. Był to dla niej trudny okres – zmagała się z depresją i uzależnieniem od alkoholu. W 2008 poślubiła Dave'a Furnessa, porzuciła pracę i wróciła do Cheshire, a potem do wsi Keele.
W tym okresie, kontynuując badania, postanowiła również rozpocząć działalność gospodarczą. – założyła przedsiębiorstwo o nazwie Advanced Imaging and Microscopy zajmujące się mikroskopią elektronową. Dwa lata po tym wydarzeniu zmarła w wypadku. Została skremowana w Bradwell Crematorium.

## Osiągnięcia
Była autorką 65 artykułów naukowych w czasopismach i rozdziałów w książkach, z których przełomowe były te dotyczące ucha środkowego. W 1997 zdobyła nagrodę Thomasa Simma Littlera (Thomas Simm Littler Prize) za wkład w rozwój audiologii.

## Rodzina
Wyszła za mąż za Paula Hackneya, którego poznała, gdy oboje uczyli się w Kendal (para z czasem rozwiodła się). Paul i Carole mieli dwóch synów: Sama (ur. 1986) i Petera (ur. 1991). Powtórnie wyszła za mąż za profesora Davida Furnessa. Miała też dwie siostry: Janet i Katherine.